# Mareanivka, Novi Sanjarî
Mareanivka (în ucraineană Мар'янівка) este un sat în comuna Rudenkivka din raionul Novi Sanjarî, regiunea Poltava, Ucraina.

## Demografie
Componența lingvistică a localității Mareanivka
     Ucraineană (97,67%)
     Rusă (2,33%)
Conform recensământului din 2001, majoritatea populației localității Mareanivka era vorbitoare de ucraineană (97,67%), existând în minoritate și vorbitori de rusă (2,33%).